# Marmaverken
Marmaverken is een plaats in de gemeente Söderhamn in het landschap Hälsingland en de provincie Gävleborgs län in Zweden. De plaats heeft 416 inwoners (2005) en een oppervlakte van 110 hectare.